# Hallow
Hallow – wieś w Anglii, w hrabstwie Worcestershire, w dystrykcie Malvern Hills. Leży 4 km na północny zachód od miasta Worcester i 167 km na północny zachód od Londynu. W 2001 miejscowość liczyła 1173 mieszkańców.